# Zuid-Willemsvaart
El canal Zuid-Willemsvaart és un canal de Bèlgica i dels Països Baixos que connecta les ciutats de Maastricht i 's-Hertogenbosch. Té una llargària de 122,5 km dels quals 43,518 km transcorren en territori belga. És de classe II.

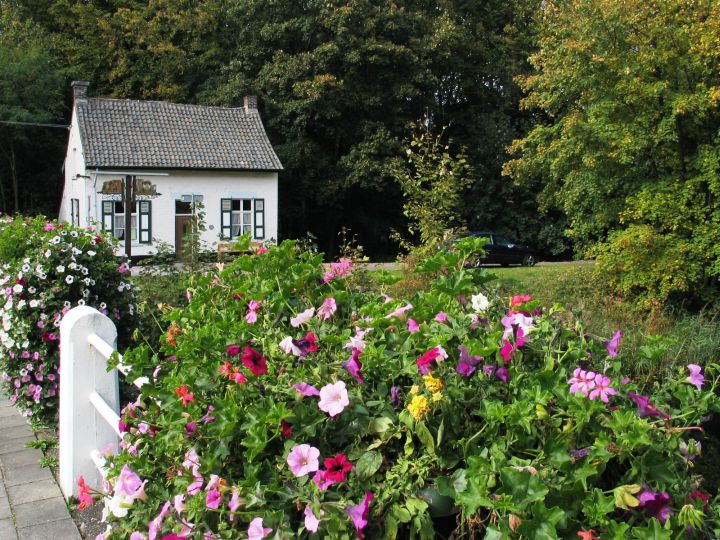
Casa d'assuter a Lanklaar
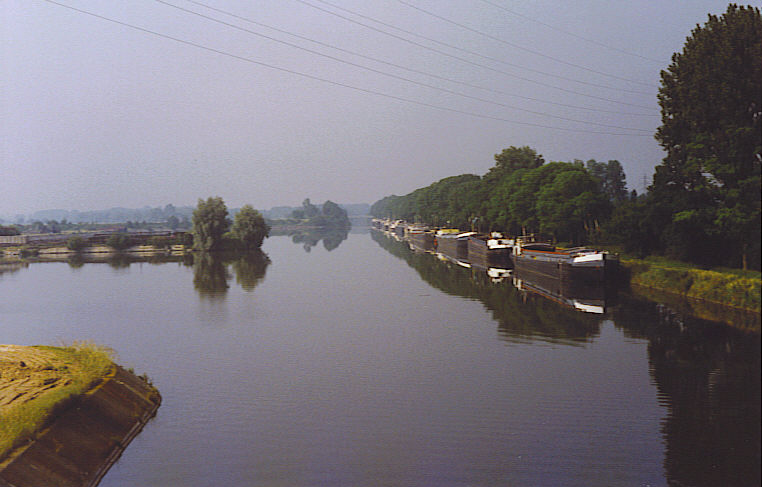
Zuid-Willemsvaart prop de Rekem

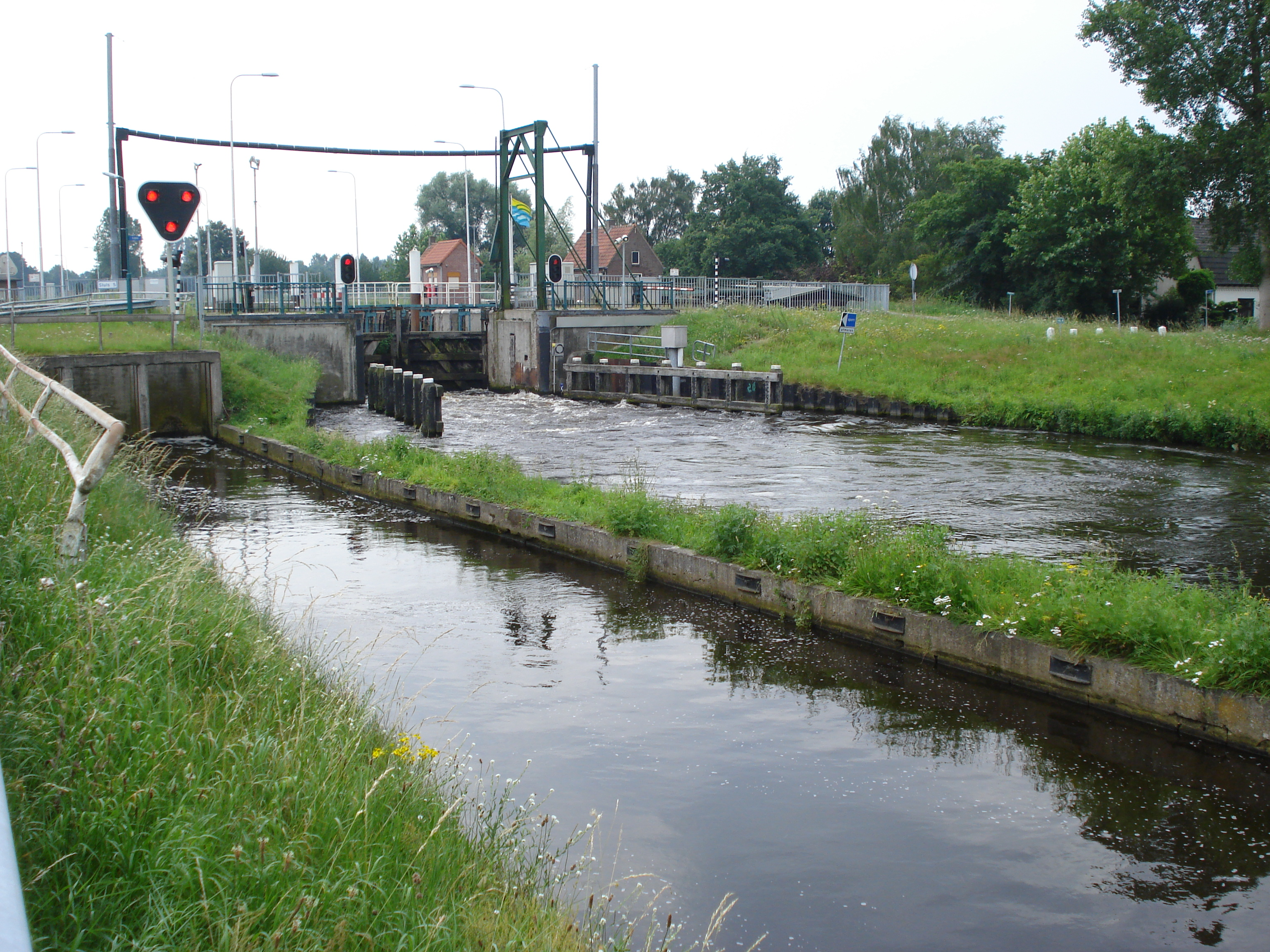
Resclosa a Keldonk
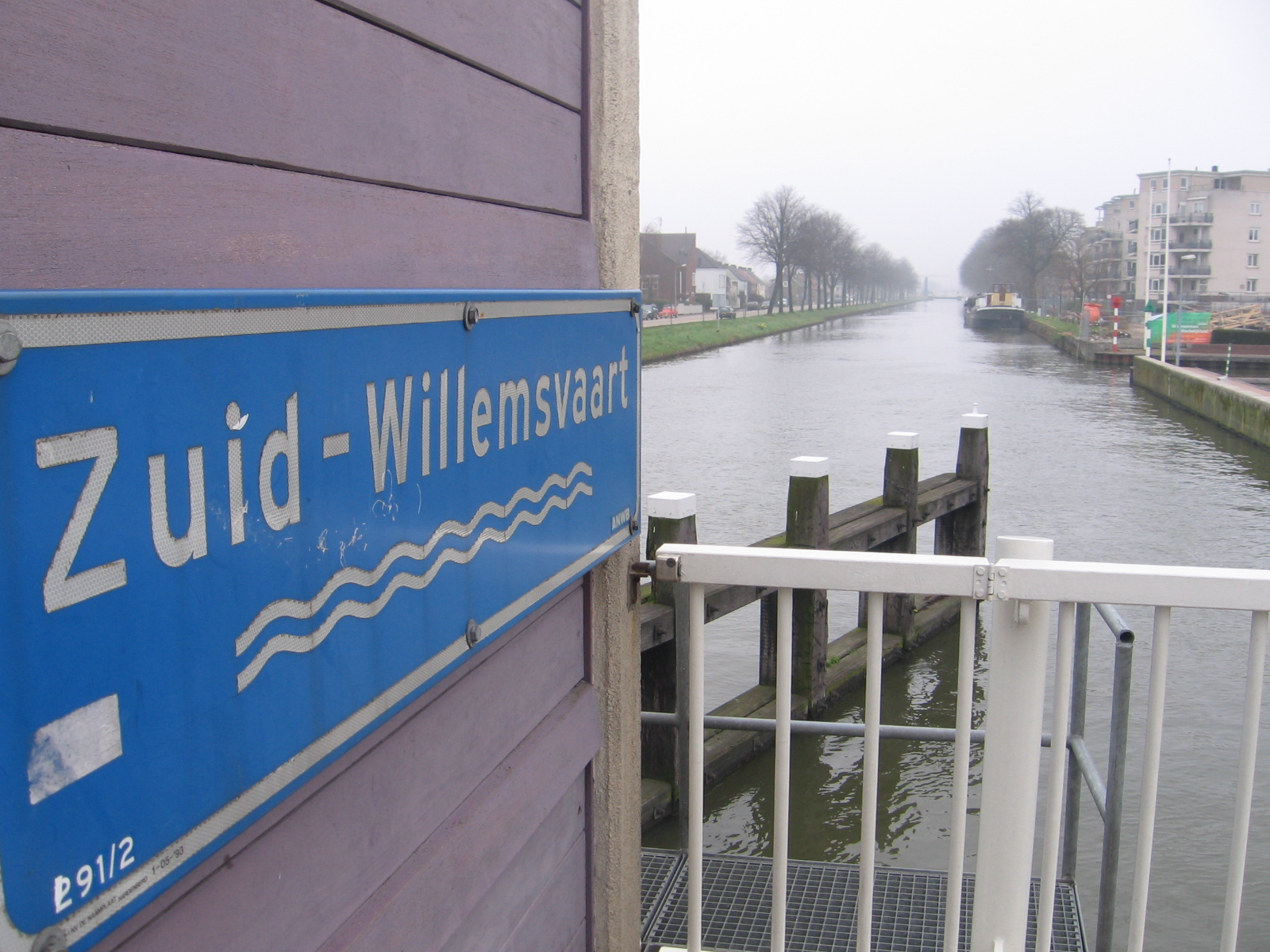
Pont del Zuid-Willemsvaart a Weert

## Història
Els projectes d'un enllaç navegable entre Maastricht i 's-Hertogenbosch són vells: tot i haver-hi una connexió pel riu Mosa, la navegació només era possible cinc mesos de l'any, i el riu fa una gran corba.
Ja des del 1804, Napoleó va voler millorar, per raons principalment militars, el transport als territoris annexats dels Països Baixos austríacs i de la República de les Set Províncies Unides. Això és l'origen del canal Bruges-Sluis i del Grand Canal du Nord, del qual només uns trams part van complir-se més tard als Països Baixos i a Alemanya.
El 1822, el rei Guillem I decidí de realitzar el projecte napoleònic i fa excavar el canal de Maastricht a 's-Hertogenbosch. El canal portarà el seu nom Willem (neerlandès per a Guillem). Quan va ordenar la construcció d'un altre canal a Drenthe, es va afegir el prefix Zuid (meridional) al nom per a diferenciar-los. El canal original tenia 21 rescloses, un nombre que avui s'ha reduït a 16.
El canal va excavar-se manualment. El pressupost de 3,7 milions de florins va pujar a 4,45 milions de florins.
L'escissió del Regne Unit dels Països Baixos el 1830 (1839) en dues parts no era gaire favorable al desenvolupament del canal, com una part des d'ara va trobar-se al territori belga. Les relacions entre ambdós estats eren molt tenses a l'inici. L'excavació del canal Wessem-Nederweert el 1929 i del Julianakanaal el 1935 van fer una drecera que va fer tornar gairebé obsolet la part belga del canal pel qual el viatge és més llarg.
Una desviació s'ha excavat des de la ciutat d'Helmond i se'n projecta una a 's-Hertogenbosch.
El canal es connecta amb el Bergsche Maas, Wilhelminakanaal, Noordervaart, canal Bocholt-Herentals, kanaal Wessem-Nederweert, canal Briegden-Neerharen i l'Albertkanaal.